# 1,3-butandiol
1,3-butandiolul este un compus organic cu formula chimică HOCH2CH2CH(OH)CH3. Este unul dintre izomerii butandiolului, fiind un diol chiral. Este un lichid incolor și hidrosolubil.
Prezintă proprietăți hipoglicemiante. Poate fi transformat în β-hidroxibutirat și deservește ca substrat pentru metabolismul de la nivelul creierului.